# Mike Zambidis
Michalis "Mike" Zambidis (em grego: Μιχάλης Ζαμπίδης) nasceu a 15 de julho, 1980 em Atenas, Grécia. É um lutador de Kickboxing profissional, tendo sido por 15 vezes campeão do mundo, e é o atual WIPU "King of the Ring", campeão do mundo na categoria de peso superwelter em kickboxing nas regras orientais. Ele compete frequentemente no K-1 World MAX.

## Títulos
2012 World Champion "King of the Ring"
2011 W5 World Champion
2011 World Champion "King of the Ring"
2009 World PROFI World Champion
2008 World PROFI World Champion
2007 World Champion "King of the Ring"
2006 World Champion "King of the Ring"
2005 World Champion World PROFI
2005 WKBF Super-WelterWeight Champion
2005 World Champion "King of the Ring" (Australia)
2004 A-1 World Combat Cup Champion
2003 Champion "King of the Ring" (Italy)
2002 Champion "K-1 World Max Oceania"
2002 Champion King of the Ring "Thai-Box" (Italy)
2000 WOKA World Champion
1998 European Champion World PROFI
1997 Balcan Champion I.S.K.A.
1996 - 1998 Member of National Boxing Team of Greece (40 fights)
1996 - 1998 3 times Boxing Champion of Greece
1992 - 1997 6 timew Kick-Boxing Champion of Greece